# Onthophagus epilamprus
Onthophagus epilamprus är en skalbaggsart som beskrevs av Bates 1888. Onthophagus epilamprus ingår i släktet Onthophagus och familjen bladhorningar. Inga underarter finns listade i Catalogue of Life.